# Tell All Your Friends
Tell All Your Friends è l'album di debutto dei Taking Back Sunday, pubblicato dalla Victory Records nel 2002.

## Tracce
1. You Know How I Do – 3:21
2. Bike Scene – 3:35
3. Cute Without the 'E' (Cut from the Team) – 3:31
4. There's No 'I' in Team – 3:48
5. Great Romances of the 20th Century – 3:35
6. Ghost Man on Third – 3:59
7. Timberwolves at New Jersey – 3:23
8. The Blue Channel – 2:30
9. You're So Last Summer – 2:59
10. Head Club – 3:02
11. The Ballad of Sal Villanueva – 3:52 (Vinyl Only)

### Bonus CD
CD side
1. The Ballad of Sal Villanueva – 3:52
2. Cute Without the 'E' (Cut from the Team) (Acustica)

### DVD
1. Cute Without the 'E' (Cut from the Team)
2. Great Romances of the 20th Century
3. You're So Last Summer
4. Timberwolves at New Jersey (Promo)

## Formazione
- Eddie Reyes – chitarra
- Mark O'Connell – batteria
- Shaun Cooper – basso
- John Nolan – voce, chitarra, pianoforte, tastiere
- Adam Lazzara – voce